# La zingara
Personnages
- Argilla (mezzo-soprano)
- Ines (soprano)
- Fernando (ténor)
- Don Ranuccio Zappador (baryton)
- Don Sebastiano Alvarez (basse)
- Duca di Alziras (ténor)
- Papaccione (basse bouffe)
- Amelia (soprano)
- Ghita (soprano)
- Manuelita (soprano)
- Antonio Alvarez (ténor)
- Sguiglio (ténor)

La zingara (La Bohémienne) est un opéra semiseria (melodramma semiserio) en deux actes, musique de Gaetano Donizetti, livret d'Andrea Leone Tottola, représenté pour la première fois au Teatro Nuovo de Naples le 12 mai 1822.

## Histoire
Après le succès de Zoraida di Granata, créé à Rome au début de 1822, Donizetti part dans la seconde quinzaine de février pour Naples, où il s'est engagé par contrat vis-à-vis de l'impresario Domenico Barbaja. Il y arrive peu de jours avant que Rossini ne quitte définitivement la ville avec Isabella Colbran, la célèbre prima donna qu'il ne va pas tarder à épouser.
À Naples, parmi divers travaux comme la direction des répétitions d'un ouvrage de Carafa et la composition d'une cantate pour la naissance de la fille du prince de Salerne, Marie-Thérèse, future impératrice du Brésil, Donizetti compose très rapidement un nouvel opéra sur un livret du prolifique Andrea Leone Tottola, basé sur un mélodrame de Louis-Charles Caigniez intitulé La Petite bohémienne (Paris, 1816), lui-même imité d'une pièce d'August von Kotzebue.
Créée au Teatro Nuovo le 12 mai 1822, La zingara enchante le public napolitain et reçoit vingt-huit représentations consécutives. Donizetti lui-même écrit le 14 mai : « Le chanceux Donizetti a fait ses débuts dimanche avec La zingara, et le public n'a pas ménagé ses compliments. Je pourrais presque dire qu'il l'en a couvert, alors qu'à Naples ils applaudissent très peu [...] Hier, à la deuxième représentation, le public n'a pas négligé certains morceaux qui lui avaient échappé le premier soir. J'ai été appelé à nouveau pour recevoir des applaudissements que les chanteurs méritaient peut-être plus que moi. Ce soir, pour la première fois, le roi viendra. »
Dès le mois de juillet, La zingara est reprise à Naples et tient encore l'affiche pendant vingt représentations. Premier opéra de Donizetti à être représenté en dehors d'Italie, elle est donnée en Allemagne en 1823. Elle a sa dernière représentation au XIXe siècle à La Havane en 1859. Elle n'est remontée, avec succès, qu'en 2001 au festival de Martina Franca.

## Distribution
| Rôle                                | Type de voix  | Distribution lors de la première le 12 mai 1822 |
| ----------------------------------- | ------------- | ----------------------------------------------- |
| Argilla                             | mezzo-soprano | Giacinta Canonici                               |
| Ines                                | soprano       | Caterina Monticelli                             |
| Fernando                            | ténor         | Marco Venier                                    |
| Don Ranuccio Zappador               | baryton       | Carlo Moncada                                   |
| Don Sebastiano Alvarez              | baryton       | Giuseppe Fioravanti                             |
| Duca di Alziras                     | ténor         | Alessandro Busti                                |
| Papaccione                          | basse bouffe  | Carlo Casaccia                                  |
| Amelia                              | soprano       | Francesca Ceccherini                            |
| Ghita                               | soprano       | Clementina Grassi                               |
| Manuelita                           | soprano       | Marianna Grassi                                 |
| Antonio Alvarez                     | ténor         | Raffaele Sarti                                  |
| Sguiglio                            | ténor         | Raffaele Casaccia jr                            |
| Domestiques de Zappador, bohémiens. |               |                                                 |

## Argument
Le méchant Ranuccio a fait emprisonner Don Sebastiano dans son château et médite d'assassiner le duc d'Alziras. La fille de Ranuccio, Ines, aime le frère du duc, Ferrando, mais son père veut lui faire épouser Antonio, neveu de Don Sebastiano. Argilla, une Bohémienne rusée, de passage au château pour y dire la bonne aventure aux uns et aux autres, a vent de ces intrigues et parvient à les déjouer. Elle unit les amants Ines et Ferrando, déjoue le complot de Ranuccio pour assassiner le duc d'Alziras, réunit ce dernier avec son frère Ferrando et libère Don Sebastiano, non sans convaincre au passage le domestique ridicule Pappacione d'explorer une vieille citerne à la recherche d'or. En définitive, elle se révèle être la fille depuis longtemps perdue de Don Sebastiano.

## Analyse
La zingara comporte, comme c'était la règle au Teatro Nuovo, une basse bouffe — le célèbre Carlo Casaccia lors de la première — et des dialogues parlés en napolitain qui lui confèrent son caractère semiserio. Pour le reste, il s'agit d'un de ces mélodrames compliqués et larmoyants dans la tradition de Kotzebue, dont la pièce de Caigniez est paraît-il inspirée.
Le septuor de l'acte II passe pour être la préfiguration du sextuor de Lucia di Lammermoor.

## Discographie
| Année | Distribution (Argilla, Ranuccio, Duca di Alziras, Sebastiano)    | Chef d'orchestre, Orchestre et chœur                                            | Label                                                     |
| ----- | ---------------------------------------------------------------- | ------------------------------------------------------------------------------- | --------------------------------------------------------- |
| 2001  | Manuela Custer, Filippo Morace, Cataldo Gallone, Piero Terranova | Arnold Bosman, Orchestre International d'Italie, Chœur de chambre de Bratislava | CD Audio : Dynamic Référence : CDS396 Enregistrement live |

### Sources
- (en) William Ashbrook, Donizetti and his operas, Cambridge University Press, 1982  (ISBN 0-521-27663-2)
- (en) Robert Levine, « Gaetano DONIZETTI. La zingara », sur www.classicstoday.com, 2002 (consulté le 17 septembre 2008)
- (fr) Piotr Kaminski, Mille et un opéras, Paris, Fayard, coll. Les Indispensables de la musique, 2003  (ISBN 978-2-213-60017-8)